# Žamsaran Cydypov
Žamsaran Cydypov, conosciuto anche come Zhamsaran Tsydypov nella traslitterazione anglosassone (in russo Жамсаран Цыдыпов?; Ulan-Udė, 5 settembre 1996), è uno scacchista russo, Grande Maestro.
Ha ottenuto il titolo di Grande Maestro nel settembre del 2019, realizzando le tre norme necessarie per il titolo ai tornei: Korchnoi Memorial del 2018, dove ha totalizzato 7 punti su 9, all'Open Aeroflot del 2019, dove ha realizzato 4,5 su 9 e al campionato russo a squadre, dove ha totalizzato 5 punti in 9 turni. È tra i migliori 100 scacchisti della Russia da ottobre 2018, nel mese di dicembre del 2016 è entrato tra i primi 100 della classifica mondiale juniores.

## Stile di gioco
Cydypov è molto forte nel gioco blitz. Nel campionato del mondo blitz del 2018 a San Pietroburgo ha realizzato 12 punti su 21 partite (+10 –7 =4), con vittorie contro Anand, Məmmədyarov e Nepomnjaščij, e patte contro Nakamura, Griščuk e Fedoseev.

## Principali risultati
- 2016 – in giugno vince a Voronež il Memorial Alekhine rapid (15'+3") Fischer random;[3]
- 2017 – in marzo vince con 7,5 /9 il torneo di Novokuzneck;
in maggio è 1°-2° con Aleksandr Morozevič nel torneo rapid (15'+10") di Kazan';[4]
- 2018  – in agosto è 4° con 7 /9 (+6 –1 =2) nel Korchnoj Memorial di San Pietroburgo;[5];
in novembre è 2°-3° con Qədir Hüseynov nell'open di Baku, vinto da Eltac Səfərli;
- 2019 – in gennaio vince il torneo blitz dell'Moscow Open totalizzando 9 su 11.[6] In maggio è 2°-3° con 8,5 /11 nel torneo rapid (15'+10") di Kazan' (vinse Francisco Vallejo Pons);
in luglio vince con 7,5 /9 il Thailand Chess Festival di Pattaya.[7]